# آرتور گنوهره
آرتور گنوهره (انگلیسی: Arthur Gnohéré؛ زادهٔ ۲۰ نوامبر ۱۹۷۸) بازیکن فوتبال اهل فرانسه است.
از باشگاه‌هایی که در آن بازی کرده‌است می‌توان به باشگاه فوتبال کویینز پارک رنجرز، باشگاه فوتبال کن، باشگاه فوتبال کان، باشگاه فوتبال آکسفورد یونایتد، و باشگاه فوتبال برنلی اشاره کرد.